# 麻陽戰鬥
麻陽戰鬥發生於1916年的護國戰爭，也是於袁世凱稱帝執政之中華帝國時期，地點則是在湖南麻陽一帶。2月中，決定湘南權屬的晃縣芷江戰鬥，護國軍獲得絕對勝利。再接著只要獲得湘北勝利，護國軍就可獲得一定程度勝利。2月16日，王文華攻打麻陽，馮玉祥所屬袁世凱軍本來居頹勢，3月，湘軍胡叔麟部改變立場支援袁世凱軍隊，護國軍退回湘南。